# Ornithodoros alactagalis
Ornithodoros alactagalis är en fästingart som beskrevs av Issaakjan 1936. Ornithodoros alactagalis ingår i släktet Ornithodoros och familjen mjuka fästingar. Inga underarter finns listade i Catalogue of Life.